# Cadulus cyathoides
Cadulus cyathoides är en blötdjursart som beskrevs av Jaeckel 1932. Cadulus cyathoides ingår i släktet Cadulus och familjen Gadilidae. Inga underarter finns listade i Catalogue of Life.